# عشب الحبل الشائع
عشب الحبل الشائع (الاسم العلمي:Spartina anglica) (بالإنجليزية: Common Cord-grass)‏ هو نوع من النباتات يتبع جنس عشب الحبل من الفصيلة النجيلية.